# ضرعاء صوفية
ضرعاء صوفية (الاسم العلمي:Mammillaria lanata) هي نوع نباتي يتبع جنس الضرعاء من فصيلة الصبارية.